# Wiek to tylko liczba
Wiek to tylko liczba – piąty album studyjny polskiego piosenkarza Krzysztofa Cugowskiego. Wydawnictwo ukazało się 20 września 2024 nakładem wytwórni muzycznej Rock House w dystrybucji Mystic Production.
Album jest utrzymany w stylu muzyki rock. Składa się z wersji standardowej (1 CD) i płyty analogowej (1 LP).
Płyta zadebiutowała na 21. miejscu polskiej listy sprzedaży – OLiS.
Promocję Wiek to tylko liczba rozpoczęto w maju 2022, wraz z premierą pierwszego promującego singla – „Panaceum”. 18 września 2024 wydany został drugi utwór „Co za nami, co przed nami”. Następnym singlem została piosenka „Góra dół”.

## Lista utworów
Opracowano na podstawie materiału źródłowego.
| Wiek to tylko liczba – Wersja standardowa | Wiek to tylko liczba – Wersja standardowa | Wiek to tylko liczba – Wersja standardowa | Wiek to tylko liczba – Wersja standardowa              | Wiek to tylko liczba – Wersja standardowa |
| Nr                                        | Tytuł utworu                              | Słowa                                     | Muzyka                                                 | Długość                                   |
| ----------------------------------------- | ----------------------------------------- | ----------------------------------------- | ------------------------------------------------------ | ----------------------------------------- |
| 1.                                        | „Jestem z dzikiego kraju”                 | Wojciech Byrski                           | Maciej Aleksandrowicz, Jacek Królik                    | 3:50                                      |
| 2.                                        | „Co za nami, co przed nami”               | Krzysztof Cugowski                        | Krzysztof Cugowski                                     | 3:26                                      |
| 3.                                        | „Góra dół”                                | Krzysztof Cugowski                        | Jacek Królik, Maciej Aleksandrowicz                    | 3:36                                      |
| 4.                                        | „Ty i ja”                                 | Krzysztof Cugowski                        | Robert Kubiszyn                                        | 4:53                                      |
| 5.                                        | „Wiek to tylko liczba”                    | Janusz Onufrowicz                         | Robert Kubiszyn                                        | 3:56                                      |
| 6.                                        | „Ścięte głowy”                            | Wojciech Byrski                           | Maciej Aleksandrowicz, Jacek Królik                    | 3:31                                      |
| 7.                                        | „Przewoźnik”                              | Wojciech Byrski                           | Aleksandra Królik, Maciej Aleksandrowicz, Jacek Królik | 5:58                                      |
| 8.                                        | „Panaceum”                                | Andrzej Mogielnicki                       | Robert Kubiszyn                                        | 3:21                                      |
| 9.                                        | „To coś (blues)”                          | Andrzej Sikorowski                        | Michał Grymuza                                         | 4:06                                      |
| 10.                                       | „Horyzont”                                | Krzysztof Cugowski                        | Robert Kubiszyn                                        | 4:06                                      |
| 11.                                       | „Los”                                     | Wojciech Byrski                           | Maciej Aleksandrowicz, Jacek Królik                    | 3:39                                      |
| 12.                                       | „Veto”                                    | Wojciech Byrski                           | Maciej Aleksandrowicz, Jacek Królik                    | 4:58                                      |
| 13.                                       | „Incel”                                   | Andrzej Mogielnicki                       | Wojciech Olszak                                        | 3:15                                      |
| 14.                                       | „Lecę nad miastem”                        | Andrzej Sikorowski                        | Jacek Królik                                           | 3:19                                      |
|                                           |                                           |                                           |                                                        | 55:54                                     |

## Pozycje na listach sprzedaży

### Pozycje na listach tygodniowych
| Kraj   | Lista (2024)            | Najwyższa pozycja |
| ------ | ----------------------- | ----------------- |
| Polska | OLiS – albumy           | 21                |
| Polska | OLiS – albumy fizycznie | 10                |
| Polska | OLiS – albumy – winyle  | 6                 |